# Acontosceles tagalog
Acontosceles tagalog är en skalbaggsart som beskrevs av Theodore J. Spilman 1959. Acontosceles tagalog ingår i släktet Acontosceles och familjen lerstrandbaggar. Inga underarter finns listade i Catalogue of Life.